# Johann Peter Jelmoli

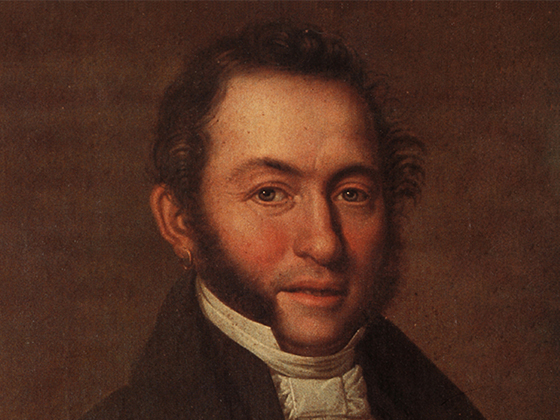
Johann Peter Jelmoli–Ciolina (1840)

Johann Peter Jelmoli (* 1794 in Toceno, Piemont, Königreich Sardinien als Giovanni Pietro Guglielmoli; † 19. November 1860 in Zürich) war ein italienischer Unternehmer und Textilhändler, welcher 1833 das Warenhaus Jelmoli in Zürich begründete. Sein Urenkel war Hans Jelmoli.

## Leben
Jelmoli wurde in Toceno, Piemont im Königreich Sardinien als Giovanni Pietro Guglielmoli in eine Kleinbauernfamilie geboren. Jelmoli absolvierte eine kaufmännische Ausbildung in der Firma Ciolina, welche einen Textilhandel in Mannheim und später auch in Bern betrieben. Er heiratete 1813 Anna Maria Ciolina, die Tochter seines ehemaligen Lehrmeisters.
1832 übernahm er die Zweigniederlassung der Firma Franz Ciolina in Bern. 1833 ließ er sich in Zürich nieder, als Leiter der Firma Gebrüder Ciolina, welche er auf eigene Rechnung betrieb. Seine Spezialität war es, günstige Kleider- und Modewaren zu festen Preisen anzubieten, was mitunter auch für die ärmere Landbevölkerung als attraktiv galt. 1834 führte er auch ein Versandsystem ein. Er hatte vier Kinder. Sein Sohn, Franz Andreas Jelmoli (1814–1892), baute das Unternehmen unter dem Namen Jelmoli & Comp. weiter aus.
Jelmoli starb in Zürich im Alter von 66 Jahren. Das Schweizer Bürgerrecht hatte er nie erhalten.